# Costa Rica ai Giochi olimpici
La Costa Rica ha partecipato per la prima volta ai Giochi olimpici nel 1936.
Gli atleti costaricani hanno vinto quattro medaglie ai Giochi olimpici estivi, tutte nel nuoto, mentre non ne hanno mai vinte ai Giochi olimpici invernali.
Il Comitato Olimpico della Costa Rica, creato nel 1953, venne riconosciuto dal CIO nel 1954.

## Medaglieri

### Medaglie alle Olimpiadi estive
| Giochi                 | Oro              | Argento          | Bronzo           | Totale           |
| ---------------------- | ---------------- | ---------------- | ---------------- | ---------------- |
| Berlino 1936           | 0                | 0                | 0                | 0                |
| Londra 1948            | non partecipante | non partecipante | non partecipante | non partecipante |
| Helsinki 1952          | non partecipante | non partecipante | non partecipante | non partecipante |
| Melbourne 1956         | non partecipante | non partecipante | non partecipante | non partecipante |
| Roma 1960              | non partecipante | non partecipante | non partecipante | non partecipante |
| Tokyo 1964             | 0                | 0                | 0                | 0                |
| Città del Messico 1968 | 0                | 0                | 0                | 0                |
| Monaco 1972            | 0                | 0                | 0                | 0                |
| Montreal 1976          | 0                | 0                | 0                | 0                |
| Mosca 1980             | 0                | 0                | 0                | 0                |
| Los Angeles 1984       | 0                | 0                | 0                | 0                |
| Seul 1988              | 0                | 1                | 0                | 1                |
| Barcellona 1992        | 0                | 0                | 0                | 0                |
| Atlanta 1996           | 1                | 0                | 0                | 1                |
| Sydney 2000            | 0                | 0                | 2                | 2                |
| Atene 2004             | 0                | 0                | 0                | 0                |
| Pechino 2008           | 0                | 0                | 0                | 0                |
| Londra 2012            | 0                | 0                | 0                | 0                |
| Rio de Janeiro 2016    | 0                | 0                | 0                | 0                |
| Tokyo 2020             | 0                | 0                | 0                | 0                |
| Parigi 2024            | 0                | 0                | 0                | 0                |
| Totale                 | 1                | 1                | 2                | 4                |

### Medagliere olimpico invernale
| Giochi              | Oro              | Argento          | Bronzo           | Totale           |
| ------------------- | ---------------- | ---------------- | ---------------- | ---------------- |
| Lake Placid 1980    | 0                | 0                | 0                | 0                |
| Sarajevo 1984       | 0                | 0                | 0                | 0                |
| Calgary 1988        | 0                | 0                | 0                | 0                |
| Albertville 1992    | 0                | 0                | 0                | 0                |
| Lillehammer 1994    | non partecipante | non partecipante | non partecipante | non partecipante |
| Nagano 1998         | non partecipante | non partecipante | non partecipante | non partecipante |
| Salt Lake City 2002 | 0                | 0                | 0                | 0                |
| Torino 2006         | 0                | 0                | 0                | 0                |
| Vancouver 2010      | non partecipante | non partecipante | non partecipante | non partecipante |
| Sochi 2014          | non partecipante | non partecipante | non partecipante | non partecipante |
| PyeongChang 2018    | non partecipante | non partecipante | non partecipante | non partecipante |
| Pechino 2022        | non partecipante | non partecipante | non partecipante | non partecipante |
| Totale              | 0                | 0                | 0                | 0                |

### Medaglie per disciplina

#### Olimpiadi estive
| Sport  | Oro | Argento | Bronzo | Totale |
| ------ | --- | ------- | ------ | ------ |
| Nuoto  | 1   | 1       | 2      | 4      |
| Totale | 1   | 1       | 2      | 4      |

### Medagliati
| Medaglia | Atleta       | Edizione     | Sport | Evento         |
| -------- | ------------ | ------------ | ----- | -------------- |
| Oro      | Claudia Poll | Atlanta 1996 | Nuoto | 200 m sl donne |
| Argento  | Silvia Poll  | Seul 1988    | Nuoto | 200 m sl donne |
| Bronzo   | Claudia Poll | Sydney 2000  | Nuoto | 200 m sl donne |
| Bronzo   | Claudia Poll | Sydney 2000  | Nuoto | 400 m sl donne |